# Premio Lenin de la Paz
El Premio Lenin de la Paz fue un premio entregado cada año por la Unión Soviética a individuos que hubieran contribuido a la causa de la paz entre los pueblos.
Su denominación oficial en sus inicios fue la de Premio Stalin de la Paz entre los pueblos y, con posterioridad a la desestalinización, Premio Lenin de la Paz entre los pueblos.
El premio fue creado en 1949 por decreto del Presídium del Sóviet Supremo de la URSS en honor de Stalin, quien ese año cumplía, supuestamente, setenta años — en realidad cumplía setenta y uno. A diferencia de su equivalente, el Nobel de la Paz, el Premio Stalin — y posteriormente el Premio Lenin — se concedió anualmente a varias personas en lugar de un único individuo.
Tras la denuncia de Nikita Jrushchov del estalinismo en el vigésimo congreso del Partido en 1956, el premio fue rebautizado, cambiando la referencia a Stalin por la de Lenin. A raíz de esto, a los galardonados con anterioridad se les solicitó que restituyeran los premios concedidos a fin de reemplazarlos con Premios Lenin.
En 1989 el Presidium del Sóviet Supremo cambió el nombre del premio a Premio Lenin de la Paz y dos años después dejó de concederse.

## Lista de premiados

### Premio Stalin
- Eugénie Cotton (1881-1967), científica y presidenta de la Federación Democrática Internacional de Mujeres (1950)
- Heriberto Jara Corona (1879-1968), político y revolucionario (1950)
- Hewlett Johnson (1874-1966), sacerdote anglicano y deán de Mánchester y Canterbury (1950)
- Frédéric Joliot-Curie (1900-1958), físico, miembro de la Academia Francesa de Ciencias, presidente del Consejo Mundial de la Paz, Premio Nobel de Química (1950)
- Pak Chong-ae (1907-1986), política, presidenta de la Liga Democrática de Mujeres de Corea (1950)
- Soong Ching-ling (1893-1981), política, vicepresidenta de la República Popular China (1950)
- Jorge Amado (1912-2001), escritor, miembro de la Academia Brasileña de las Letras (1951)
- Monica Felton (1906-1970), planificadora urbana, feminista y política (1951)
- Guo Moruo (1892-1978), escritor, científico, político, presidente de la Academia China de las Ciencias (1951)
- Pietro Nenni (1891-1980), político, ministro de Asuntos Exteriores de Italia, vice primer ministro de Italia (1951)
- Oyama Ikuo (1889-1955), político, miembro de la Casa de Consejeros de Japón (1951)
- Anna Seghers (1900-1983), escritora (1951)
- Johannes R. Becher (1891-1958), escritor (1952)
- Elisa Branco (1912-2001), política, vicepresidenta del Consejo de Partidarios Brasileños por la Paz (1952)
- Ilya Ehrenburg (1891-1967), escritor y periodista (1952)
- James Gareth Endicott (1898-1993), clérigo (1952)
- Yves Farge (1899-1953), periodista y político (1952)
- Halldór Laxness (1902-1998), escritor, Premio Nobel de Literatura (1952)
- Saifuddin Kitchlew (1888-1963), abogado, político, vicepresidente del Consejo Mundial por la Paz, presidente del Consejo para la Paz de Toda India (1952)
- Paul Robeson (1898-1976), cantante y actor (1952)
- Andrea Andreen (1888-1972), médica, feminista y educadora, presidenta de la Asociación Sueca de Mujeres Izquierdistas, vicepresidenta de la Federación Democrática Internacional de Mujeres (1953)
- John Desmond Bernal (1901-1971), científico, profesor universitario, miembro de la Royal Society, presidente del Consejo Mundial por la Paz (1953)
- Isabelle Blume (1892-1975), política, miembro de la Cámara de Representantes de Bélgica, presidenta del Consejo Mundial por la Paz (1953)
- Pierre Cot (1895-1977), político, miembro de la Asamblea Nacional de Francia (1953)
- Howard Fast (1914-2003), escritor (1953)
- Andrea Gaggiero (1916-1988), sacerdote (1953)
- Leon Kruczkowski (1900-1962), escritor (1953)
- Pablo Neruda (1904-1973), poeta, diplomático y Premio Nobel de Literatura (1953)
- Nina Popova (1908-1994), política, secretaria del Consejo Central de Sindicatos de la Unión (1953)
- Sahib Singh Sokhey (1887-1971), bioquímico, miembro de la Academia India de las Ciencias, director adjunto de la Organización Mundial de la Salud (1953)
- André Bonnard (1888-1959), académico, escritor, profesor de la Universidad de Lausana (1954)
- Bertolt Brecht (1898-1956), dramaturgo, poeta y director teatral (1954)
- Nicolás Guillén (1902-1989), poeta (1954)
- Felix Iversen (1887-1973), matemático, profesor en la Universidad de Helsinki, presidente de la Unión por la Paz de Finlandia (1954)
- Thakin Kodaw Hmaing (1876-1964), poeta (1954)
- Alain Le Léap (1905-1986), sindicalista, secretario general de la CGT (1954)
- Prijono (1907-1969), académico, político, ministro de Cultura y Educación de Indonesia (1954)
- Denis Pritt (1887-1972), abogado, político, miembro del Parlamento británico (1954)
- Baldomero Sanín Cano (1861-1957), ensayista, lingüista, periodista (1954)
- Muhammad al-Ashmar (1892-1960), comandante rebelde y político (1955)
- Lázaro Cárdenas (1895-1970), militar y político, presidente de México (1955)
- Ragnar Forbech (1894-1975), sacerdote, capellán de la Catedral de Oslo (1955)
- Seki Akiko (1899-1973), cantante (1955)
- Tôn Đức Thắng (1888-1980), político, presidente de Vietnam del Norte y primer presidente de Vietnam (1955)
- Karl Joseph Wirth (1879-1956), político, canciller de la República de Weimar (1955)
- Martin Andersen Nexø (1869-1954), escritor (año desconocido, antes de 1953)

### Premio Lenin
- Louis Aragon (1897-1982), poeta (1957)
- Emmanuel d'Astier de La Vigerie (1900-1969), periodista, político, miembro de la Asamblea Nacional de Francia (1957)
- Heinrich Brandweiner (1910-1997), jurista, presidente del Consejo por la Paz de Austria.
- Danilo Dolci (1924-1997), activista social, educador, sociólogo (1957)
- María Rosa Oliver (1898-1977), escritora y ensayista (1957)
- C. V. Raman (1888-1970), físico, profesor en la Universidad de Calcuta, presidente de la Academia India de las Ciencias (1957)
- Udakendawala Siri Saranankara Thero (1902-1966), monje budista (1957)
- Nikolai Tijónov (1896-1979), escritor, presidente del Comité Soviético para la Paz (1957)
- Josef Hromádka (1899-1969), teólogo protestante, fundador de la Conferencia Cristiana para la Paz (1958)
- Artur Lundkvist (1906-1991), escritor, crítico literario, miembro de la Academia Sueca (1958)
- Louis Saillant (1906-1991), sindicalista, secretario general de la Federación Sindical Mundial (1958)
- Kaoru Yasui (1907-1980), jurista, académico, profesor en la Universidad de Tokio, presidente del Consejo Japonés contra las Bombas Atómicas y de Hidrógeno (1958)
- Arnold Zweig (1887-1968), escritor (1958)
- Otto Buchwitz (1879-1964), político, miembro del Reichstag, miembro de la Volkskammer (1959)
- W. E. B. Du Bois (1868-1963), sociólogo, historiador y activista por los derechos civiles (1959)
- Nikita Jruschev (1894-1971), político, primer secretario del Partido Comunista de la Unión Soviética (1959)
- Ivor Montagu (1904-1984), realizador y crítico de cine (1959)
- Kostas Varnalis (1884-1974), poeta (1959)
- Laurent Casanova (1906-1972), político, miembro de la Asamblea Nacional de Francia (1960)
- Cyrus S. Eaton (1883-1979), industrial (1960)
- Oleksandr Korniychuk (1905-1972), dramaturgo (1960)
- Aziz Sharif (1904-1990), político, presidente de la Organización de Partidarios de la Paz de Irak (1960)
- Sukarno (1901-1970), político, presidente de Indonesia (1960)
- Fidel Castro (1926-2016), político, revolucionario, primer ministro de Cuba y presidente de Cuba (1961)
- Ostap Dłuski (1892-1964), político, miembro del Sejm (1961)
- Bill Morrow (1888-1980), político, miembro del Senado de Australia (1961)
- Rameshwari Nehru (1886-1966), trabajadora social, fundadora de la Conferencia de Mujeres de Toda India (1961)
- Mihail Sadoveanu (1880-1961), escritor (1961)
- Antoine Tabet (1907-1964), arquitecto, presidente del Consejo Nacional para la Paz del Líbano (1961)
- Ahmed Sékou Touré (1922-1984), político y presidente de la República Popular de Guinea (1961)
- István Dobi (1898-1968), político y primer ministro de Hungría (1962)
- Faiz Ahmad Faiz (1911-1984), poeta (1962)
- Kwame Nkrumah (1909-1972), político, presidente de Ghana (1962)
- Pablo Picasso (1881-1973), pintor y escultor (1962)
- Olga Poblete (1908-1999), docente, feminista, profesora en la Universidad de Chile, presidenta del Movimiento Chileno de Partidarios de la Paz (1962)
- Manolis Glezos (1922-2020), político y guerrillero (1963)
- Modibo Keïta (1915-1977), político y presidente de Mali (1963)
- Oscar Niemeyer (1907-2012), arquitecto (1963)
- Georgi Traykov (1898-1975), político, presidente de la Asamblea Nacional de la República Popular de Bulgaria (1963)
- Rafael Alberti (1902-1999), poeta (1964)
- Aruna Asaf Ali (1909-1996), política, activista proindependencia, vicepresidenta de la Federación Democrática Internacional de Mujeres (1964)
- Ahmed Ben Bella (1916-2012), político, revolucionario y primer presidente de Argelia (1964)
- Herluf Bidstrup (1912-1988), viñetista, ilustrador (1964)
- Dolores Ibárruri (1895-1989), política, secretaria general del Partido Comunista de España (1964)
- Ota Kaoru (1912-1998), sindicalista, presidente del Consejo General de Sindicatos de Japón (1964)
- Peter Ayodele Curtis Joseph (1920-2006), político (1965)
- Jamsrangiin Sambuu (1895-1972), político, presidente del Presidium del Gran Khural del Pueblo de la República Popular de Mongolia (1965)
- Mirjam Vire-Tuominen (1919-2011), política, secretaria general del Comité Finlandés para la Paz, secretaria general de la FDIM, miembro del Parlamento de Finlandia (1965)
- David Alfaro Siqueiros (1896-1974), pintor (1966)
- Miguel Ángel Asturias (1899-1974), escritor, diplomático, Premio Nobel de Literatura (1966)
- Bram Fischer (1908-1975), abogado y activista anti-apartheid (1966)
- Rockwell Kent (1882-1971), pintor, impresor y aventurero (1966)
- Ivan Málek (1909-1994), microbiólogo, profesor en la Charles University, miembro de la Asamblea Nacional de la República Socialista de Checoslovaquia (1966)
- Giacomo Manzù (1908-1991), escultor (1966)
- Martin Niemöller (1892-1984), pastor luterano, teólogo, presidente del Consejo Mundial de Iglesias (1966)
- Herbert Warnke (1902-1975), sindicalista, presidente de la Federación Alemana de Sindicatos Libres (1966)
- Romesh Chandra (1919-2016), político, presidente del Consejo Mundial por la Paz (1967)
- Jean Effel (1908-1982), ilustrador y periodista (1967)
- Joris Ivens (1898-1989), realizador de documentales (1967)
- Nguyễn Thị Định (1920-1992), guerrillera y política, vicepresidenta de la República Socialista de Vietnam (1967)
- Endre Sík (1891-1978), político, historiador y ministro de Asuntos Exteriores de la República Popular de Hungría (1967)
- Jorge Zalamea Borda (1905-1969), escritor y político (1967)
- Akira Iwai (1922-1997), sindicalista (1968-1969)
- Jarosław Iwaszkiewicz (1894-1980), escritor (1968-1969)
- Khaled Mohieddin (1922-2018), militar, político, presidente del Consejo Egipcio para la Paz (1968-1969)
- Linus Pauling (1901-1994), químico, docente, Premio Nobel de Química y Premio Nobel de la Paz (1968-1969)
- Shafie Ahmed el Sheikh (1924-1971), sindicalista y político (1968-1969)
- Bertil Svahnström (1907-1972), periodista y escritor (1968-1969)
- Hikmat Abu Zayd (1922-2011), política, académica, ministra de Asuntos Sociales de la República Árabe Unida (1970-1971)
- Eric Burhop (1911-1980), físico, profesor universitario, miembro de la Royal Society (1970-1971)
- Ernst Busch (1900-1980), cantante y actor (1970-1971)
- Tsola Dragoycheva (1898-1993), política, miembro de la Asamblea Nacional búlgara (1970-1971)
- Renato Guttuso (1912-1987), pintor (1970-1971)
- Kamal Jumblatt (1917-1977), político, miembro del Parlamento libanés (1970-1971)
- Funmilayo Ransome-Kuti (1900-1978), profesora, activista por los derechos de la mujer (1970-1971)
- Alfredo Varela (1914-1984), escritor (1970-1971)
- James Aldridge (1918-2015), escritor (1972)
- Salvador Allende (1908-1973), político, médico cirujano, presidente de Chile (1972)
- Leonid Brézhnev (1906-1982), político, secretario general del PCUS (1972)
- Enrique Pastorino (1918-1995), sindicalista, político, Presidente de la FSM (1972)
- Luis Corvalán (1916-2010), político, secretario general del Partido Comunista de Chile (1973-1974)
- Raymond Goor (1908-1996), sacerdote (1973-1974)
- Jeanne Martin Cissé (1926-2017), política y profesora (1973-1974)
- Sam Nujoma, político, activista anti-apartheid y primer presidente de Namibia (1973-1974)
- Hortensia Bussi (1913-2009), docente, bibliotecaria, activista y primera dama de Chile (1975-1976)
- János Kádár (1912-1989), político, secretario general del Partido Socialista Obrero Húngaro (1975-1976)
- Seán MacBride (1904-1988), político, abogado, presidente de Amnistía Internacional, vicesecretario General de la ONU, Premio Nobel de la Paz (1975-1976)
- Samora Machel (1933-1986), político, revolucionario y primer presidente de Mozambique (1975-1976)
- Agostinho Neto (1922-1979), político, revolucionario y primer presidente de Angola (1975-1976)
- Pierre Pouyade (1911-1979), militar, presidente de la Asociación de Amistad Franco-Soviética (1975-1976)
- Yiannis Ritsos (1909-1990), poeta (1975-1976)
- Kurt Bachmann (1909-1997), político, presidente del Partido Comunista Alemán (1977-1978)
- Freda Brown (1919-2009), política, presidenta de la FDIM (1977-1978)
- Vilma Espín (1930-2007), revolucionaria, política, presidenta de la Federación de Mujeres Cubanas (1977-1978)
- K. P. S. Menon (1898-1982), diplomático, secretario de Exteriores de India (1977-1978)
- Halina Skibniewska (1921-2011), arquitecta, política, vicepresidenta del Sejm (1977-1978)
- Hervé Bazin (1911-1996), escritor (1979)
- Angela Davis, activista, académica, profesora en la Universidad de California Santa Cruz (1979)
- Urho Kekkonen (1900-1986), político, abogado, presidente de Finlandia (1979)
- Abd al-Rahman al-Khamisi (1920-1987), poeta y compositor (1979)
- Lê Duẩn (1907-1986), político, secretario general del Partido Comunista de Vietnam (1979)
- Miguel Otero Silva (1908-1985), periodista y escritor (1979)
- Mahmoud Darwish (1941-2008), poeta (1980-1982)
- John Hanly Morgan (1918-2018), ministro unitario (1980-1982)
- Líber Seregni (1916-2004), político y militar (1980-1982)
- Mikis Theodorakis (1925-2021), compositor (1980-1982)
- Charilaos Florakis (1914-2005)], político, secretario general del Partido Comunista de Grecia (1983-1984)
- Indira Gandhi (1917-1984), política, primera ministra de India (1983-1984)
- Jean-Marie Legay (1925-2012), académico (1983-1984)
- Nguyễn Hữu Thọ (1910-1986), político, vicepresidente de Vietnam, presidente de la Asamblea Nacional de Vietnam (1983-1984)
- Eva Palmær (1904-1995), escritora, química, presidenta de la Asociación Suecia-URSS (1983-1984)
- Luis Vidales (1904-1990), poeta (1983-1984)
- Josef Weber (1908-1985), político, activista por la paz (1983-1984)
- Miguel d'Escoto (1933-2017), político, ministro de Exteriores de Nicaragua (1985-1986)
- Dorothy Hodgkin (1910-1994), química, miembro de la Royal Society, Premio Nobel de Química (1985-1986)
- Herbert Mies (1929-2017), político, presidente del Partido Comunista Alemán (1985-1986)
- Julius Nyerere (1922-1999), político, activista anticolonial, Presidente de Tanzania (1985-1986)
- Petur Tanchev (1920-1992), político, miembro de la Asamblea Nacional de Bulgaria (1985-1986)
- Abdul Sattar Edhi (1928-2016), filántropo y asceta (1988)
- Álvaro Cunhal (1913-2005), político, secretario general del Partido Comunista Portugués (1989)
- Nelson Mandela (1918-2013), político, activista anti-apartheid, presidente de Sudáfrica, Premio Nobel de la Paz (1990)
- Martti Ahtisaari (1937-2023), político, diplomático, presidente de Finlandia y Premio Nobel de la Paz (año desconocido)
- Valerie Goulding (1918-2003), activista (año desconocido)